# 骨利干
骨利干，古代铁勒部落之一，居安加拉河至貝加爾湖以南，分三姓。
据记载，其地夏天幾乎没有日落，出好馬，先是東突厥臣下，後臣服於薛延陀，曾向唐太宗貢馬。唐先於其地设置玄闕州，662年尹余吾州。694年再貢馬一次。後融入回紇汗國，另一部分成為雅庫特人一族源（即是元代前的三姓豁里）。

## 十驥
十驥是貞觀年間骨利干進贡的馬中唐太宗最愛的十匹：騰霜白、皎雪驄、凝露驄、懸光驄、决波騟、飛霞驃、發電赤、流金、翺麟紫、奔虹赤。

## 居住地
根据新、旧唐书，“骨利干北距大海，去京師最遠”，“骨利干處瀚海北”，“北度海則晝長夜短”等记载，骨利干人可能居住在贝加尔湖（瀚海）以北，北极海以南的地区。《新唐书·回鹘传》还说其地“草多百合”，《太平寰宇记》也说骨利干“地多百合草，人以为粮食，出名马”。
多数学者认为骨利干是10世纪以后生活在黠戛斯以东的昂可刺河（今安加拉河）流域的操蒙古语的豁里部落（Qori），将“骨利干”与“豁里”刊同。10世纪末波斯的《世界境域志》则记载了一个“Fur”部落，说他们“属黠戛斯，住在其东面，不与黠戛斯的其他集团相混合。他们是食人者，残忍无情。其他的黠戛斯人不懂他们的语言，他们就好像野人一样”。弗拉基米尔·米诺尔斯基怀疑这个“Fur”就是《史集》中的“Quri”（因为阿拉伯文字中f和q只差一个点）。

## 阙特勤碑中的三姓骨利干
1889年发现于外蒙古鄂尔浑河流域和硕柴达木湖畔的古突厥文阙特勤碑中，出现了三姓骨利干（ Üč Qurïqan）的名称。

## 后裔
根据其居住地来看，有人认为之后被蒙古帝国征服的“巴儿忽惕”（巴爾虎，“惕”为复数詞缀）诸部可能是骨利干的后身。而“巴儿忽惕”则被认其他一些学者认为是拔野古的后裔，即马可波罗游记中的“Bargu”，不过拔野古本身便与骨利干有密切关联。更可能是其后的“豁里”。